# Molècula

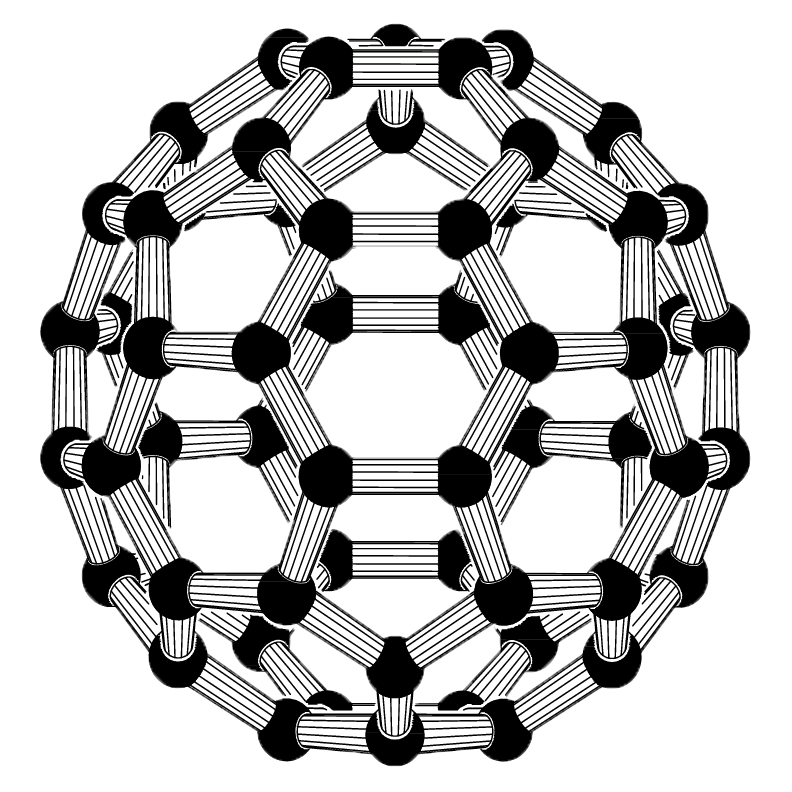
Representació esquemàtica dels àtoms (boles negres) i els enllaços moleculars (barres blanques) d'una molècula de C_{60}, és a dir, un compost format per seixanta àtoms de carboni

En química, una molècula (del nou llatí molecula, que és un diminutiu del mot moles, 'massa') és un grup elèctricament neutre i suficientment estable d'almenys dos àtoms en una configuració definida, units per enllaços químics forts (covalents o enllaç iònic). En aquest estricte sentit, les molècules es diferencien dels ions poliatòmics. En la química orgànica i la bioquímica, el terme “molècula” s'utilitza de manera menys estricta i s'aplica també als compostos orgànics (molècules orgàniques) i a les biomolècules.
Abans, hom definia la molècula de manera menys general i precisa, com la més petita part d'una substància que podia tenir existència independent i estable conservant encara les seves propietats fisicoquímiques. D'acord amb aquesta definició, podien existir molècules monoatòmiques. En la teoria cinètica dels gasos, el terme molècula s'aplica a qualsevol partícula gasosa amb independència de la seva composició. D'acord amb aquesta definició, els àtoms d'un gas noble es considerarien molècules tot i que es componen d'àtoms no enllaçats.
Una molècula pot consistir en diversos àtoms d'un únic element químic, com en el cas de l'oxigen diatòmic ({\displaystyle {\ce {O_2}}}), o de diferents elements, com en el cas de l'aigua ({\displaystyle {\ce {H_2O}}}). Els àtoms i complexos units per enllaços no covalents com els enllaços d'hidrogen o els enllaços iònics no s'acostumen a considerar com a molècules individuals.
Les molècules com a components de la matèria són comunes en les substàncies orgàniques (i per tant en la bioquímica). També conformen la major part dels oceans i de l'atmosfera. Però, un gran nombre de substàncies sòlides familiars, que inclouen la major part dels minerals que componen l'escorça, el mantell i el nucli de la Terra, contenen molts enllaços químics, però no estan formats per molècules. Cap de les molècules típiques no pot estar formada per cristalls iònics (sals) o per cristalls covalents, encara que sovint estan compostos per cel·les unitàries que es repeteixen, ja sigui en un pla (com en el grafit) o en tres dimensions (com en el diamant o el clorur de sodi). Aquest sistema de repetir una estructura unitària diverses vegades també és vàlida per a la majoria de les fases condensades de la matèria, com els enllaços metàl·lics. En el vidre (sòlids que presenten un estat vitri desordenat), els àtoms també poden estar units per enllaços químics sense que es pugui identificar cap mena de molècula, però també sense la regularitat de la repetició d'unitats que caracteritza els cristalls.

## Etimologia
La paraula moderna molècula és del 1864, i és un diminutiu savi modern del llatí mōlēs, que significa 'massa, volum'.

## Grandària
La majoria de les molècules són massa petites per ser vistes a ull nu, però hi ha excepcions. La macromolècula d'ADN, així com altres polímers, poden arribar a tenir mides macroscòpiques. Les molècules que normalment s'utilitzen com a blocs constituents en síntesi orgànica tenen una dimensió que va d'uns pocs Å a unes dotzenes. Les molècules més grans són anomenades macromolècules.
La molècula més petita és el dihidrògen ({\displaystyle {\ce {H_2}}}) que té un enllaç de 0,74 Å. La molècula amb el diàmetre més gran és la sílica mesoporosa, amb 1.000 Å (100 nm).

## Estructura
Les molècules es componen d'electrons i nuclis atòmics. La ubicació d'aquests últims en la molècula en determina la fórmula desenvolupada (a partir de la qual se'n fa la fórmula química). Les molècules de proteïnes i determinats compostos sintètics poden contenir centenars de milers d'àtoms. Les macromolècules són un cas a part.
Les molècules són l'objecte d'estudi de la teoria de l'estructura molecular i la química quàntica. Aquesta última es basa en els descobriments de la física quàntica, incloent-hi els seus aspectes relativistes. Una altra disciplina emergent és el disseny de molècules. Per a determinar l'estructura d'una molècula, la ciència actual disposa d'una gran varietat d'eines: l'espectroscòpia electrònica, l'espectroscòpia vibratòria, la ressonància magnètica nuclear, la ressonància paramagnètica electrònica i moltes d'altres, tot i que els únics mètodes d'observació directa són els que es basen en la difracció, com ara la difracció de rajos X i la difracció de neutrons.

## Interaccions intramoleculars
Les interaccions intramoleculars són les forces que actuen entre àtoms d'una mateixa molècula i els mantenen units.
La naturalesa dels enllaços químics de les molècules va ser un misteri fins a l'arribada de la mecànica quàntica, ja que la física clàssica era incapaç d'explicar la saturació i direcció dels enllaços de valència. Els fonaments de la teoria dels enllaços químics van ser posats el 1927 per Walter Heitler i Fritz London, basant-se en la molècula més senzilla, la H₂. Des d'aleshores, tant la teoria com els mètodes per a estudiar-la han millorat molt.
Aquests són alguns exemples d'enllaços intramoleculars:
- enllaços covalents: existeixen entre àtoms no metàl·lics.[13] Per exemple, els àtoms de carboni i oxigen del diòxid de carboni (CO₂) estan units per enllaços covalents,
- enllaços iònics: existeixen entre àtoms no metàl·lics i metàl·lics.[14] Per exemple, els àtoms de sodi i clor del clorur de sodi (NaCl) estan units per enllaços iònics,
- enllaços metàl·lics: existeixen entre àtoms metàl·lics. Per exemple, els àtoms de coure que formen una planxa d'aquest material estan units per enllaços metàl·lics.

Els enllaços químics que formen les molècules de la immensa majoria de compostos orgànics són covalents. En els compostos inorgànics, hi ha enllaços iònics i de donador-acceptor, que resulten de la interacció entre un parell d'electrons dels àtoms. L'energia de formació de les molècules a partir d'àtoms és aproximadament additiva. Això vol dir que es pot assumir que l'energia de les molècules és igual a la suma de les energies dels seus enllaços.
Tanmateix, no sempre és així. Un exemple de molècules que no compleixen la regla de l'additivitat són les molècules orgàniques planes amb enllaços conjugats, és a dir, amb una alternança d'enllaços simples i enllaços múltiples. La forta deslocalització dels estats p dels electrons estabilitza la molècula.
En la majoria de casos, l'espín total dels electrons de valència d'una molècula és zero. Les molècules amb electrons no aparellats (radicals lliures com ara l'hidrogen monoatòmic o el grup metil, CH₃) solen ser inestables, ja que quan interaccionen es produeix una reducció important d'energia a causa de la formació d'enllaços covalents.

## Interaccions intermoleculars
La interacció intermolecular és la interacció entre molècules de càrrega neutra en l'espai. La naturalesa de les interaccions intermoleculars varia segons la polaritat química. No se'n va saber gaire cosa fins a l'emergència de la mecànica quàntica.
Les forces intermoleculars són febles en comparació amb les intramoleculars. Per exemple, l'enllaç covalent present en les molècules de clorur d'hidrogen (HCl) és molt més fort que les forces presents entre les molècules veïnes, quan les molècules estan prou a prop les unes de les altres.
Les interaccions intermoleculars d'orientació es produeixen entre les molècules polars, és a dir, les que tenen el seu propi moment de dipol. La interacció dels moments de dipol determina com serà la força resultant: atracció o repulsió. Si els moments de dipol de les molècules estan configurats en línia de les molècules, s'intensifica.
Les interaccions intermoleculars de tipus inductiu es produeixen entre una molècula polar i una de no polar. En aquest tipus d'interacció, la molècula polar polaritza la molècula no polar. La càrrega elèctrica de la molècula polar distorsiona el núvol d'electrons de la molècula no polar. En general, la càrrega positiva es mou en la direcció del camp elèctric i la negativa en la direcció contrària.
Hi ha quatres tipus diferents de forces intermoleculars atractives:
- Forces de dipol-dipol: interaccions electroestàtiques entre els dipols permanents de les molècules.
- Forces de dipol-dipol induït, o forces de Debye: la interacció atractiva entre el multipol permanent d'una molècula i un multipol induït (pel primer dipol o multipol) d'una altra.
- Forces de dipol instantani-dipol induït, o forces de dispersió de London: forces provocades pels moviments correlacionats dels electrons de molècules que interaccionen.[17]
- Forces de ió-dipol: vegeu a continuació.

Les forces de ió-dipol i ió-dipol induït funcionen en gran manera com les interaccions de dipol-dipol i dipol-dipol induït. Tanmateix, les forces de ió-dipol es produeixen entre ions, en lloc de només molècules polars o no polars. Les forces de ió-dipol són més fortes que les interaccions de dipols perquè la càrrega d'un ió és molt superior a la d'un moment de dipol. Els enllaços de ió dipol són més forts que els enllaços d'hidrogen. Una força de ió-dipol consisteix en la interacció d'un ió i una molècula polar, que s'alineen de manera que les forces positives i negatives són adjacents, cosa que maximitza l'atracció. Una força de ió-dipol induït consisteix en la interacció d'un ió i una molècula no polar. Igual que en una força de dipol-dipol induït, la càrrega de l'ió provoca una distorsió en el núvol d'electrons de la molècula no polar.

## Propietats elèctriques i òptiques
El comportament de la matèria en un camp elèctric és determinat per les propietats elèctriques bàsiques de les molècules que la conformen: un moment de dipol permanent i la polaritzabilitat.
El moment de dipol és un desequilibri del «centre de gravetat» de les càrregues positives i negatives d'una molècula (és a dir, l'asimetria elèctrica de la molècula). Les molècules amb centre de simetria, com ara la H₂, manquen de moment de dipol permanent, i viceversa.
La polaritzabilitat és la capacitat de la capa d'electrons d'una molècula de moure's sota la influència d'un camp elèctric, resultant en un moment de dipol induït. El valor del moment de dipol i la polaritzabilitat es poden mesurar experimentalment gràcies a la constant dielèctrica. La polaritzabilitat és una propietat de la matèria, determina la resposta dinàmica d'un sistema enllaçat a camps externs i proporciona informació sobre l'estructura interna de les molècules.
Les propietats òptiques d'un material són determinades pel seu comportament en el camp elèctric alternant d'una ona de llum i la polaritzabilitat de les seves molècules. Com que la polaritzabilitat està directament relacionada amb la refracció i difusió de la llum, l'activitat òptica i altres fenòmens similars són estudiats per l'òptica molecular.

## Propietats magnètiques
Les molècules i macromolècules de la majoria de compostos químics són diamagnètiques. La susceptibilitat de molècules (χ) a formar orgànics compostos es pot expressar com a suma dels enllaços individuals de χ.
Les molècules amb moment magnètic permanent són paramagnètiques. És el cas de la majoria d'elements i alguns compostos. En són exemples les molècules amb un nombre senar d'electrons a la capa externa (com ara l'NO i els radicals lliures) i les molècules amb àtoms que tenen una capa interna incompleta (metalls de transició, etc.).

## Espectres i estructures moleculars
Les propietats elèctriques, òptiques, magnètiques i d'altres tipus de les molècules estan relacionades amb les funcions d'ona i energia dels diferents estats de les molècules. Els espectres moleculars proporcionen informació sobre l'estat de les molècules.
Les freqüències de vibració dels espectres estan determinades per la massa dels àtoms, la seva ubicació i la dinàmica de les interaccions interatòmiques. Les freqüències depenen del moment d'inèrcia de les molècules, tal com el determina l'espectroscòpia. El nombre total de línies i bandes de l'espectre de vibració d'una molècula depèn de les seves simetries.

## Química, física i biologia
El concepte de molècula és essencial per a la química, i gran part de la informació sobre l'estructura i funcionament de les molècules és gràcies a la investigació química. L'estructura molecular depèn de les reaccions químiques, i viceversa, ja que l'estructura molecular pot determinar el curs i el resultat de les reaccions.
L'estructura i les propietats d'una molècula són determinades per als fenòmens físics que estudia la física molecular. En física, el concepte de molècula es fa servir per a explicar les propietats dels gasos, líquids i sòlids. La mobilitat d'una molècula depèn de la seva difusió, viscositat, conductivitat tèrmica, etc. La primera prova experimental directa de l'existència de les molècules va ser obtinguda pel físic francès Jean Perrin el 1906 durant el seu estudi del moviment brownià.
Com que tots els éssers vius existeixen gràcies a un delicat equilibri de reaccions químiques i no químiques entre les molècules que els componen, l'estudi de l'estructura i les propietats de les molècules és d'una importància capital per la biologia i la ciència en general.
Els avenços en biologia, química i física molecular han conduït a l'emergència de la biologia molecular, que estudia els fonaments de la vida basant-se en l'estructura i propietats de les molècules biològicament funcionals.

## Tipus de molècules
Segons el nombre d'àtoms les molècules es classifiquen en:
- Molècules discretes. Les constituïdes per un nombre ben definit i en general petit d'àtoms.

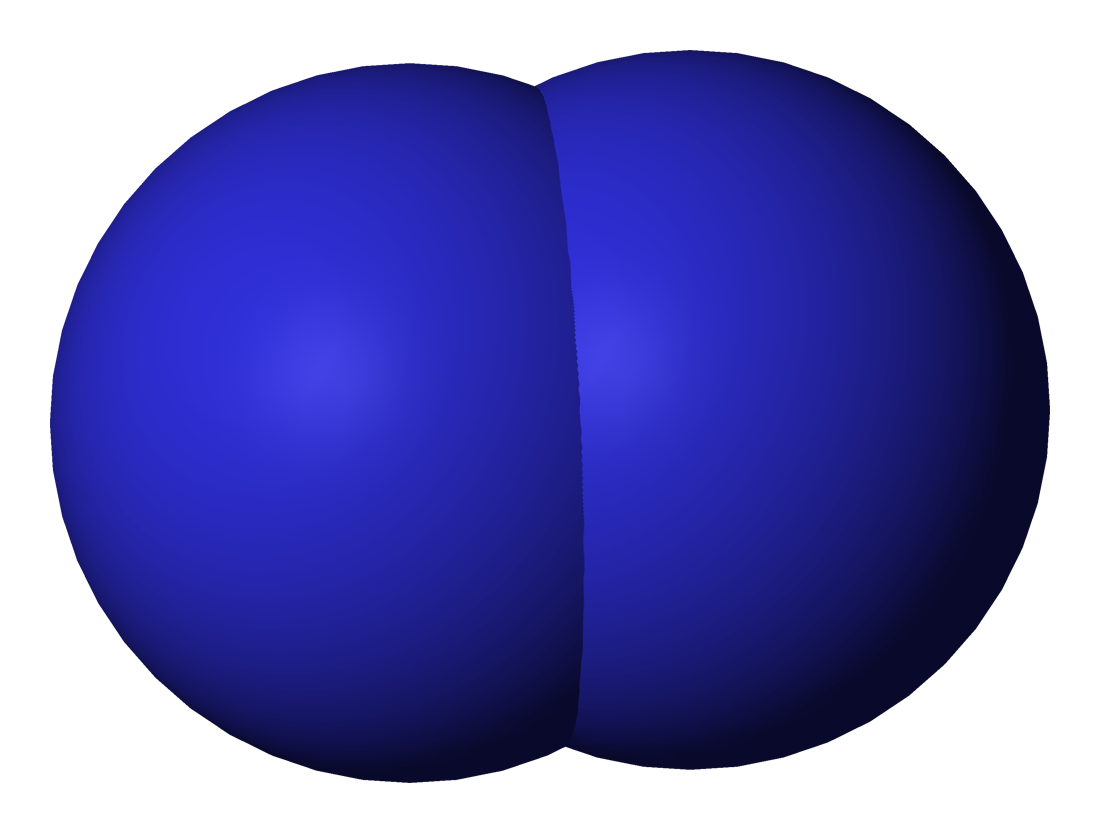
Molècula de nitrogen, N₂
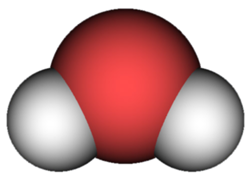
Molècula d'aigua, H₂O
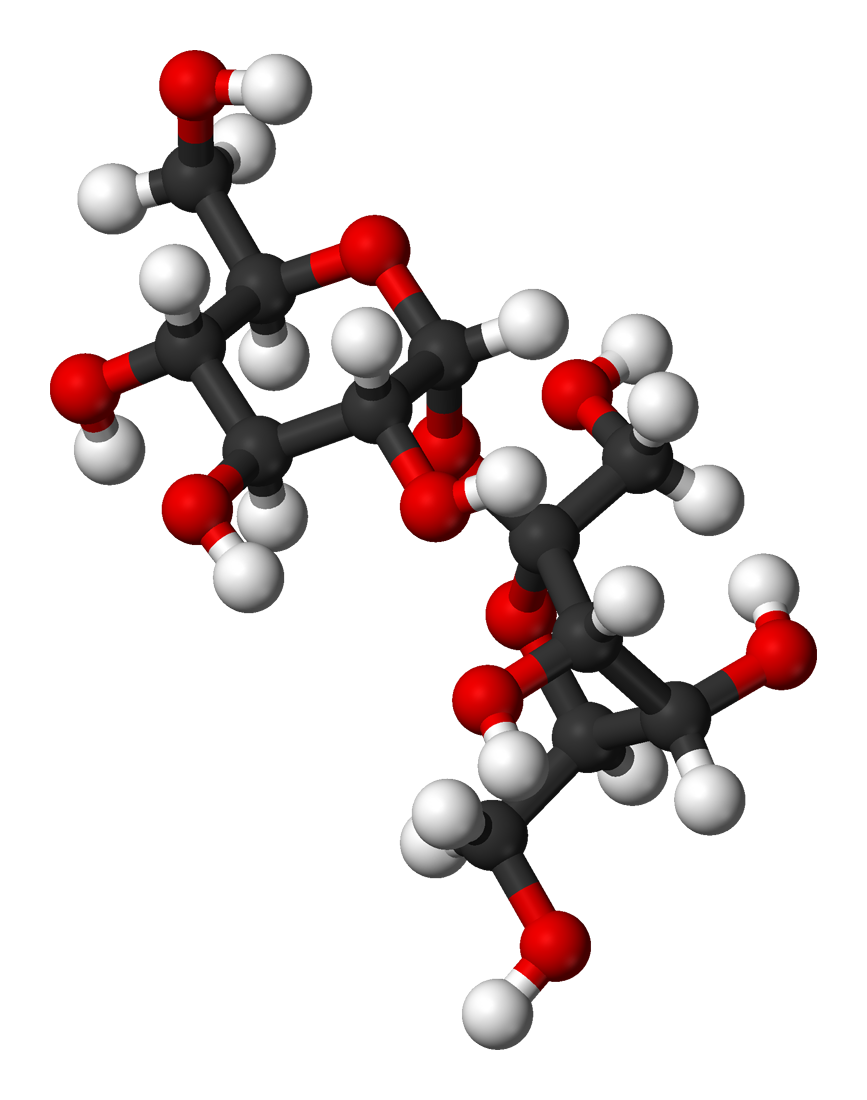
Molècula de sacarosa
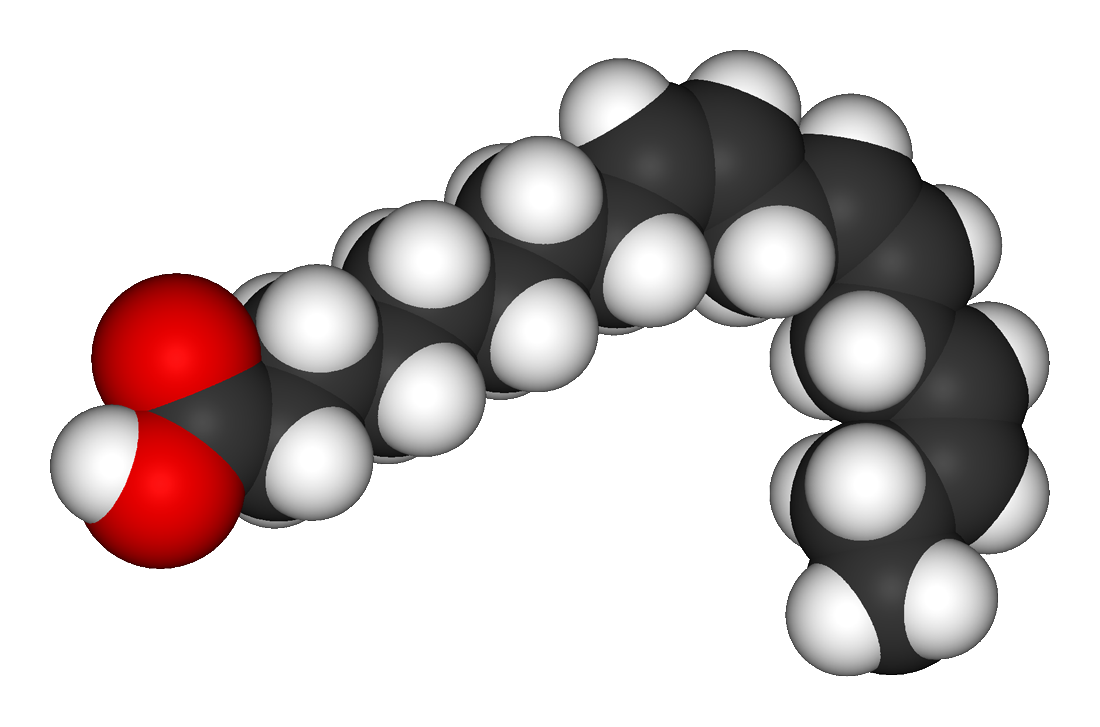
Molècula d'àcid linolènic

- Macromolècules o polímer. Són molècules amb una massa molecular relativament alta, amb una estructura formada per la repetició d'unitats derivades, realment o conceptual, de molècules de baix pes molecular. En molts casos, especialment per als polímers sintètics, pot considerar-se que una macromolècula té una elevada massa molecular relativa, si l'addició o supressió d'una o diverses de les unitats té un efecte insignificant en les seves propietats. Aquest no és el cas d'algunes de les macromolècules les propietats de les quals poden ser críticament dependents de detalls fins de l'estructura molecular.[21]

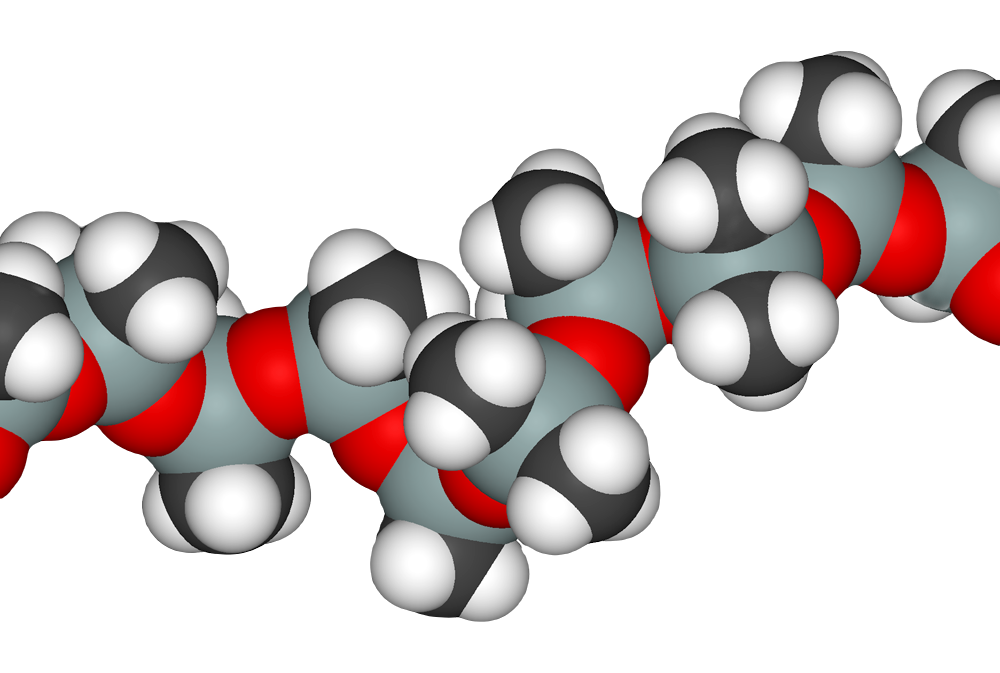
Part d'una macromolècula de silicona
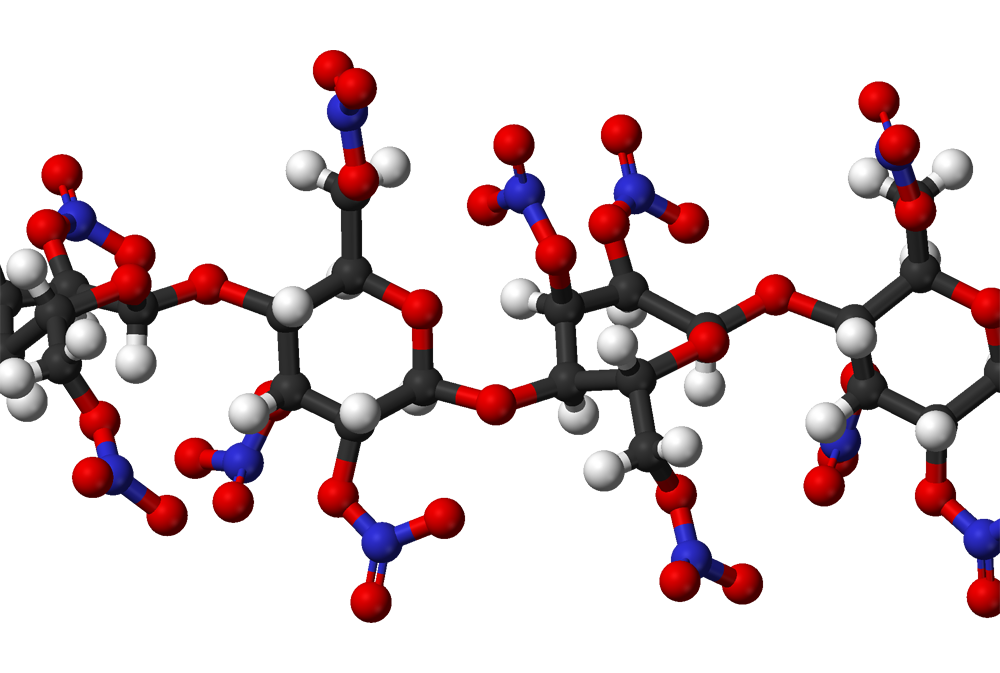
Part d'una macromolècula de nitrocel·lulosa
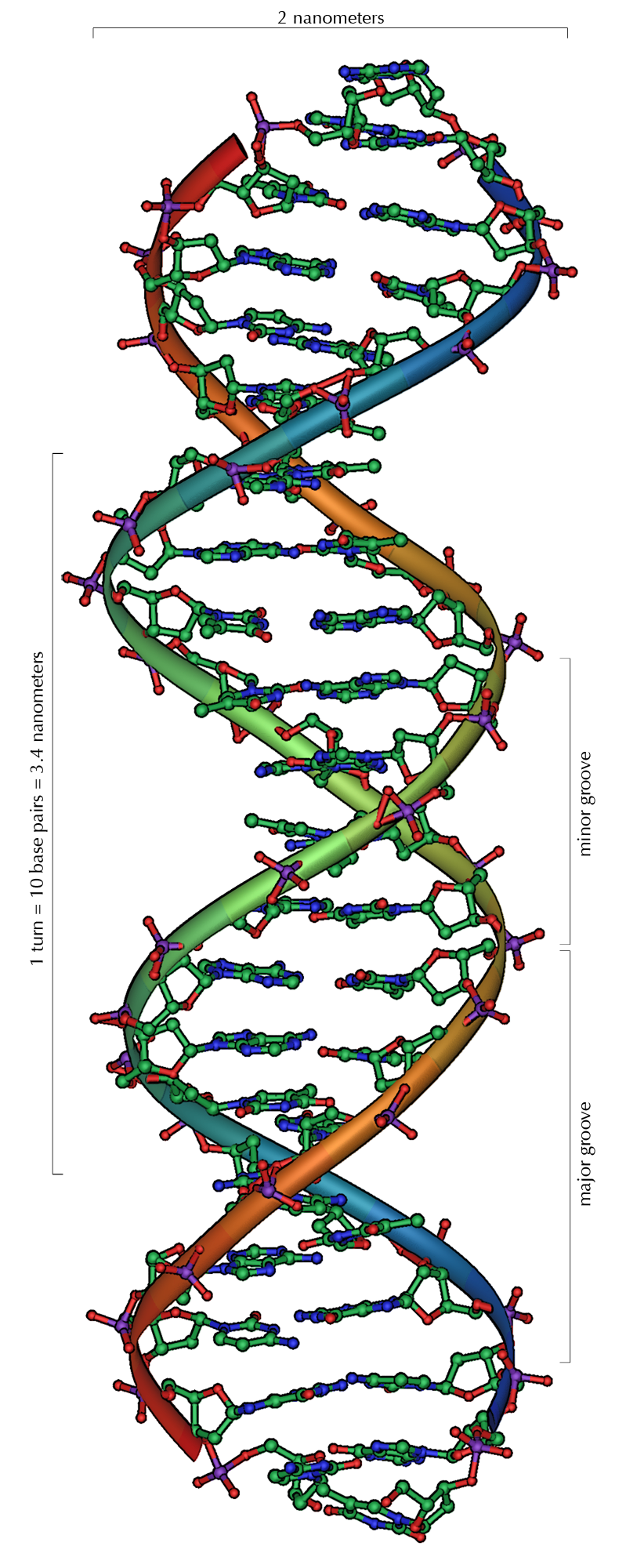
Part d'una macromolècula d'ADN
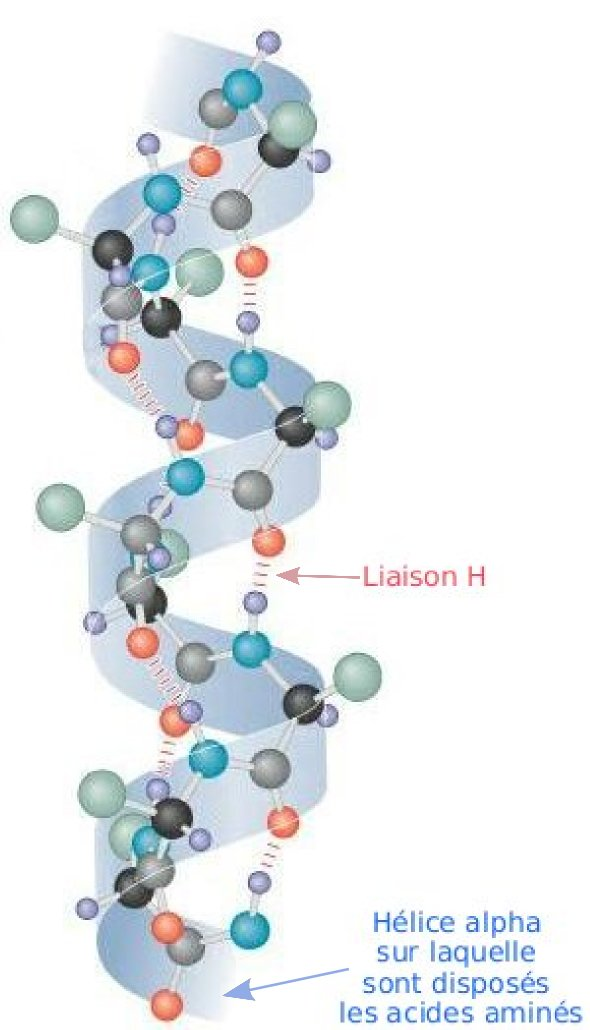
Part d'una proteïna

## Fórmula molecular
Una propietat important de qualsevol molècula és la seva fórmula química; aquesta es pot expressar com a fórmula empírica que relaciona la quantitat d'àtoms de cada element que hi ha, en el cas d'un compost o simplement el total d'àtoms en el cas d'un element. Per exemple, l'aigua (H₂O), està formada per dos àtoms d'hidrogen (H) i un d'oxigen (O), per tant té una relació de 2:1 d'hidrogen i oxigen. Les molècules d'oxigen atmosfèric estan formades per dos àtoms d'oxigen (O). L'etanol està compost de carboni, hidrogen i oxigen en una relació 2:6:1. Aquesta relació no determina per si sola la classe de molècula; per exemple, l'èter dimetílic té la mateixa relació que l'etanol i són molècules diferents, tenen els mateixos àtoms, però una estructura diferent: són isòmers.
També es pot expressar la seva fórmula química com a fórmula molecular, que reflecteix la quantitat exacta d'àtoms que la componen, així es poden diferenciar més molècules, tot i que els isòmers tenen la mateixa fórmula molecular, però representen diferents molècules.
La fórmula empírica pot ser equivalent a la fórmula molecular, però no sempre. Per exemple, la molècula d'acetilè té la fórmula molecular C₂H₂, però la fórmula empírica seria CH.

## Història

### Hipòtesi d'Avogadro

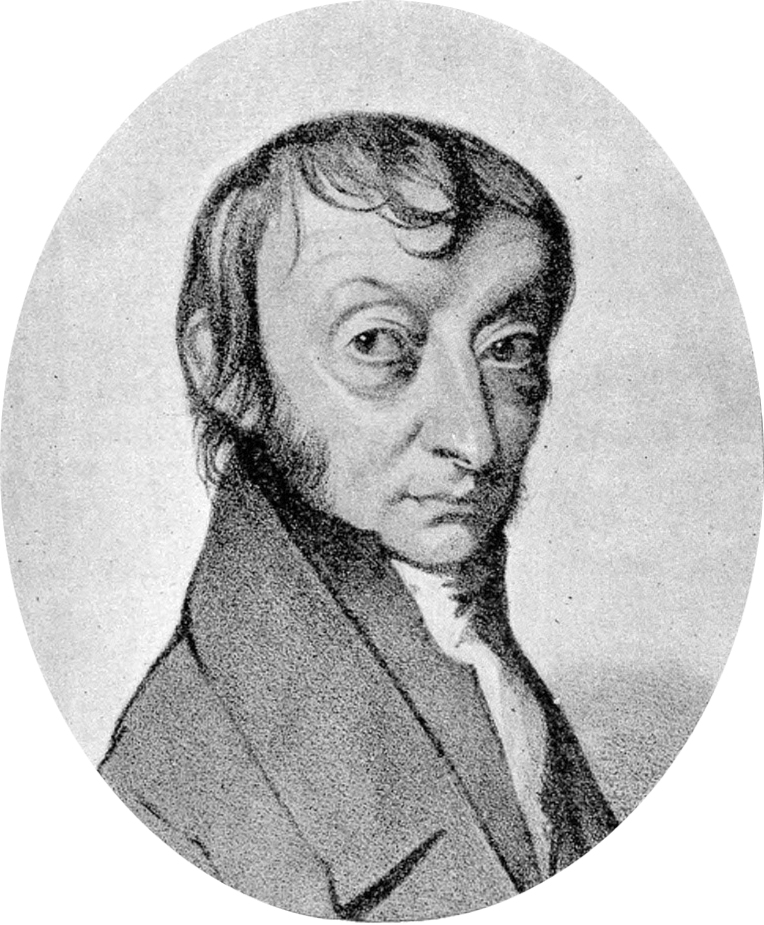
Amedeo Avogadro

No fou fins a 1814 quan el químic italià Amedeo Avogadro proposà l'existència de molècules formades per dos o més àtoms. Segons Avogadro, en una reacció química una molècula de reactiu ha de reaccionar amb una o diverses molècules d'un altre reactiu, donant lloc a una o diverses molècules del producte, però una molècula no pot reaccionar amb un nombre no sencer de molècules, ja que la unitat mínima d'un reactiu és la molècula. Ha d'existir, per tant, una relació de nombres enters senzills entre les molècules dels reactius, i entre aquestes molècules i les del producte.
Segons la llei de Charles i Gay-Lussac, aquesta mateixa relació és la que ocorre entre els volums dels gasos en una reacció química. Per això, deu existir una relació directa entre aquests volums de gasos i el nombre de molècules que contenen. Per a explicar aquesta llei, Avogadro introduí la hipòtesi que les molècules de la majoria dels gasos elementals més habituals (hidrogen, clor, oxigen, nitrogen, etc.) eren diatòmiques (H₂, Cl₂, O₂, N₂, etc.), és a dir, que per mitjà de reaccions químiques es poden separar en dos àtoms.
La hipòtesi d'Avogadro no fou admesa per la comunitat científica fins al 1860, quan un deixeble d'Avogadro, Stanislao Cannizzaro, presentà en una reunió científica a Karlsruhe un article (publicat el 1858) sobre les hipòtesis d'Avogadro i la determinació de masses atòmiques.

### Proves d'Einstein i Perrin

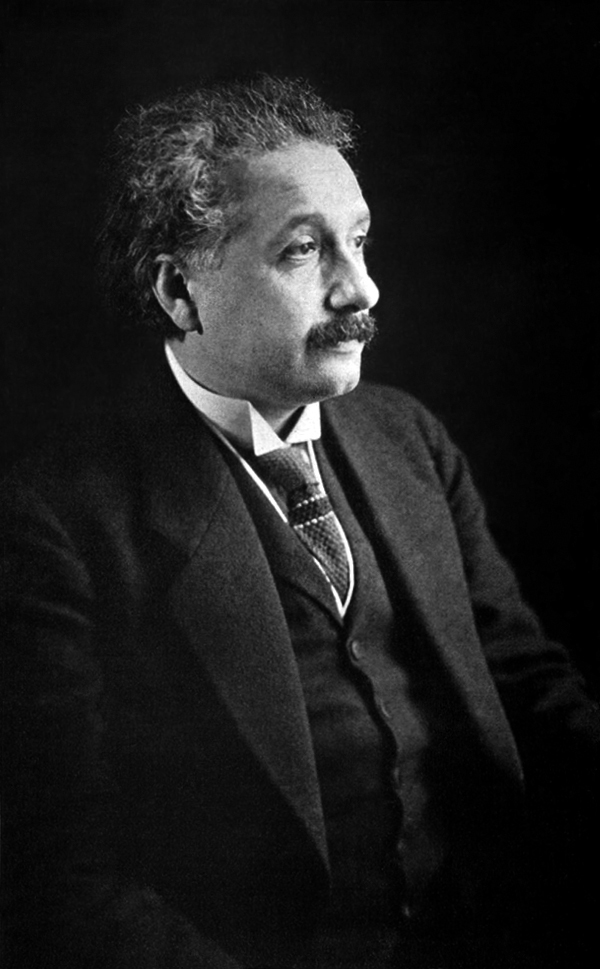
Albert Einstein en una foto del 1921

El 1827, Robert Brown, un botànic escocès, informà que els grànuls de pol·len submergits en l'aigua es mouen contínuament i es traslladen de manera irregular d'un lloc a un altre, és el que s'anomenà moviment brownià. En principi, es pensà que els grans de pol·len tenien vida, però el 1863 se suggerí que el moviment observat podia ser a causa d'un bombardeig desigual de les partícules de pol·len per les molècules d'aigua del seu voltant. En els objectes macroscòpics, no s'observava perquè els impactes són massa petits per a produir cap efecte. Però en el cossos microscòpics, bombardejats potser per uns pocs centenars de molècules per segon, un petit excés, per un o un altre costat, poden determinar una agitació observable. No hi hagué una interpretació teòrica d'aquesta observació fins que Albert Einstein oferí una explicació quantitativa el 1905. Einstein elaborà un model teòric que permetia fer prediccions precises sobre la mida de les partícules.
Tres anys més tard, el físic francès Jean Baptiste Perrin per tal de confirmar les prediccions d'Einstein realitzà un estudi experimental del moviment brownià. El seu treball fou possible gràcies al desenvolupament de l'ultramicroscopi per Richard Zsigmondy i Henry Siedentopf el 1903. Perrin estudià la forma en què les partícules sedimentaven dins de l'aigua, deguda a la influència de la gravetat. A aquesta sedimentació, s'oposen les col·lisions de les molècules d'aigua procedents de la part inferior, de manera que el moviment brownià s'oposa a la força de la gravetat. Perrin emprà aquest descobriment per a calcular la mida de les molècules mitjançant l'equació d'Einstein i demostrà la seva validesa. La importància fonamental d'aquest treball és que estableix l'atomisme com una cosa més que una hipòtesi útil. Fou principalment com a resultat de la tasca de Perrin que els més eminents escèptics de l'existència de les molècules, entre ells Wilhelm Ostwald, finalment cediren.

## Tipus d'enllaços en les molècules
En les molècules, es pot imaginar que els parells electrònics compartits mantenen units els àtoms entre si es tracta de l'enllaç covalent. Depenent de la diferència d'electronegativitat entre els àtoms, l'enllaç serà purament covalent, o presentarà certa polaritat o contribució iònica. Les molècules rarament es troben sense interacció entre si, excepte els gasos nobles. Així, poden trobar-se en xarxes cristal·lines, com el cas de les molècules d'H₂O en el gel o amb interaccions intenses, però que canvien ràpidament de direcció, com en l'aigua líquida. L'estudi de les interaccions específiques entre molècules, incloent-hi el reconeixement molecular, és el camp d'estudi de la química supramolecular. Aquestes forces són fonamentals per a propietats com la solubilitat o el punt d'ebullició. Algunes d'aquestes, en ordre decreixent d'intensitat, són: 
- pont d'hidrogen
- interacció dipol-dipol
- forces de Van der Waals